# David Gregory (Journalist)

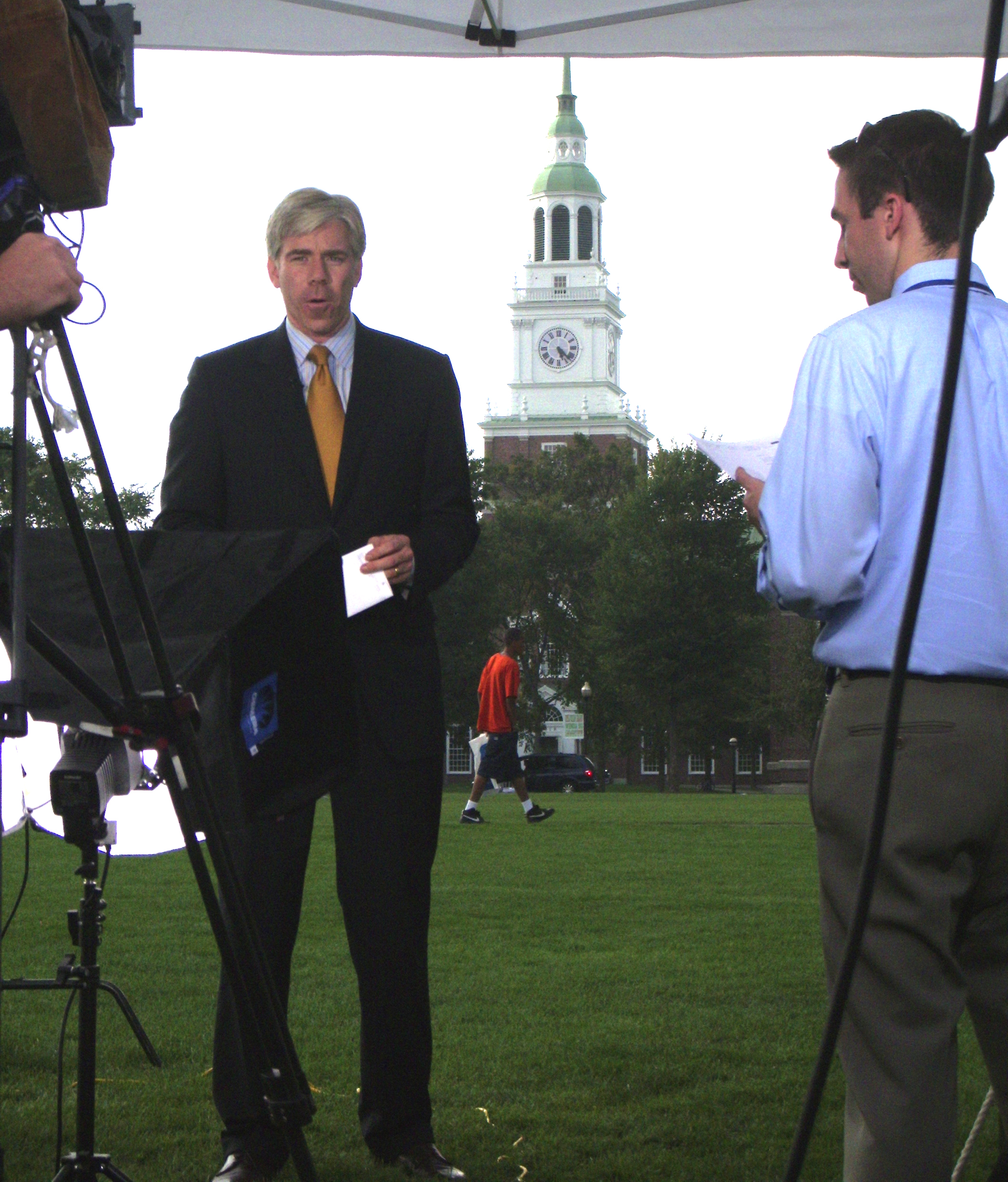
David Gregory (2007)

David Michael Gregory (* 24. August 1970 in Los Angeles, Kalifornien) ist ein US-amerikanischer Fernsehjournalist. Er war Moderator der NBC News und der politischen Talkshow Meet the Press.

## Leben
Gregory wurde geboren in Los Angeles als Sohn von Carolyn Surtees, Buchhalterin, und Don Gregory, Film- und Theaterproduzent. Er wurde entsprechend dem jüdischen Glauben erzogen. Gregory schloss eine universitäre Ausbildung an der American University ab im Jahr 1992. Schon während seiner Studentenzeit arbeitete er für die Uni-Fernsehstation ATV. Er machte ebenso einen Abschluss in Internationalen Angelegenheiten an der School of International Service. Gregory ist ein Absolvent des Jahrgangs 2005 dieser Schule und sitzt im Beirat derselben.
Seit Juni 2000 ist Gregory verheiratet mit der ehemaligen Staatsanwältin und Fannie-Mae-Vizepräsidentin Beth Wilkinson. Sie lernten sich kennen während der Berichterstattung bzw. Ermittlungen zum Bombenanschlag auf das Murrah Federal Building in Oklahoma City.

## Auszeichnungen
Im Jahr 2005 erhielt Gregory zusammen mit Kollegen den Emmy Award für die Berichterstattung über Präsident Ronald Reagans Tod und Beerdigung im Sommer zuvor.

## Journalistische Karriere

### Frühe Karriere
Gregory begann seine journalistische Karriere im 18 Jahren, als er für KGUN-TV in Tucson, Arizona arbeitete. Zudem arbeitete er für KCRA-TV in Sacramento.

### Today
Gregory ist seit 2003 stellvertretender Sprecher der Nachrichtensendung Weekend Today für Lester Holt. Er vertritt zudem Matt Lauer in der Today-Sendung seit 2005. Gregory war Sprecher von News Chat, Crosstalk NBC, und Newsfront auf MSNBC von 1998 bis 2000.

### NBC Nightly News
Gregory vertrat seit 2005 außerdem bei der NBC-Nachrichtensendung Weekend Nightly News.

### Korrespondent für das Weiße Haus
Gregory wurde Teil des Pressestabs der NBC, der über George W. Bush berichtete. als dieser für das Amt des Präsidenten der USA kandidierte. Nach der Wahl wurde Gregory ein White House-Korrespondent des NBC.  Das Media Research Center wählte ihn zum besten White House-Korrespondent bzgl. Bushs erste 100 Tage im Amt. Gregory hatte diese Funktion inne bis zur Übernahme der Politsendung Meet the Press im Dezember 2008.

### Race for the White House/1600 Pennsylvania Avenue
Von März bis Dezember 2008 war Gregory Sprecher einer Abendsendung im Programm der MSNBC wochentags und löste damit Tucker Carlsons Sendung Tucker ab. Die Sendung hieß Race for the White House, dies bis nach der Präsidentschaftswahl in den Vereinigten Staaten 2008. Seit November 2008 heißt diese Sendung 1600 Pennsylvania Avenue. David Shuster ist seit Dezember 2008 Moderator dieser Sendung.

### MSNBC Nachrichtensprecher für die Präsidentschaftswahl 2008
Gregory wurde Haupt-Nachrichtensprecher für MSNBC während der Präsidentschaftswahl 2008.

### Meet the Press
Am 7. Dezember 2008 wurde offiziell verkündet, dass Gregory die Position des Moderators bei der renommierten politischen Talkshow Meet the Press bekommen habe. Erstmals moderierte er die Sendung am 14. Dezember 2008, und löste damit Tom Brokaw ab, der nach dem Tod des langjährigen Moderators Tim Russert eingesprungen war. 2014 wurde er als Moderator durch Chuck Todd abgelöst.